# Grainthorpe
Grainthorpe è un villaggio e parrocchia civile dell'Inghilterra, appartenente alla contea del Lincolnshire.